# Jürgen Evers
Jürgen Evers (* 29. April 1965 in Stuttgart) ist ein ehemaliger deutscher Leichtathlet und Olympiateilnehmer, der – für die Bundesrepublik startend – in den 1980er-Jahren ein erfolgreicher Sprinter war. Sein größter Erfolg ist die Silbermedaille im 200-Meter-Lauf bei den Europameisterschaften 1986 (20,75 s). Seine persönliche Bestzeit über 200 Meter war 20,37 s. Bis zur Wiedervereinigung war dies der deutsche Rekord.
Jürgen Evers startete für den Verein SV Salamander Kornwestheim. In seiner aktiven Zeit war er 1,83 m groß und 65 kg schwer.

## Starts und Ergebnisse bei internationalen Turnieren
- 1983, Weltmeisterschaften: Platz 5 mit der 4-mal-100-Meter-Staffel (38,56 s)
- 1984, Olympische Spiele: Platz 5 mit der 4-mal-100-Meter-Staffel; im 100-Meter-Lauf und im 200-Meter-Lauf jeweils im Zwischenlauf ausgeschieden
- 1986, Europameisterschaften: Platz 2 im 200-Meter-Lauf; im 100-Meter-Zwischenlauf ausgeschieden; mit der 4-mal-100-Meter-Staffel im Vorlauf ausgeschieden